# Horcajo de la Sierra-Aoslos
Horcajo de la Sierra-Aoslos – gmina w Hiszpanii, w prowincji Madryt, we wspólnocie autonomicznej Madrytu, o powierzchni 20,57 km². W 2011 roku gmina liczyła 167 mieszkańców.